# Beñat Intxausti
Beñat Intxausti (født 20. marts 1986 i Amorebieta-Etxano (Zornotza), Baskerlandet) er en spansk (baskisk) tidligere  professionel landevejsrytter.
Intxausti er en eksplosiv bjergrytter, der med kun 59 kilo fordelt på 176 centimeter, har forudsætninger for at blive en god klatrere. Derudover mestrer den unge basker også en habil enkelstart.
I 2006 kørte Intxausti for det baskiske Seguros Bilbao hold, i 2007 for Saunier Duval-Prodir sattelitholdet, Grupo Nicolás Mateos-Murcia, hvorefter han i 2008 var neo-pro på Saunier Duvals ProTour-hold. I 2009  fortsatte han hos videreførelsen af Saunier Duval-Scott-holdet, Fuji-Servetto.
2008 bød på mange op- og nedture. Enkelte gange viste Intxausti klasse, meget sigende i Klasika Primavera i Amorebieta, hvor han er født og opvokset. Intxausti udtalte efter løbet, hvor han blev nummer 9, at han blev helt overrumplet over pludselig at være ved siden af Cunego og Valverde.

## Væsentlige Resultater

### 2013
- nr. 10 i Giro d'Italia

### 2010
- nr. 3 i Baskerlandet Rundt

### 2009
- nr. 60 i Vuelta a España 2009

### 2008
- nr. 2 på 4. etape Tour de San Luis
- nr. 9 i Klasika Primavera

### 2007
nr. 5. Samlet Tour de l'Avenir (Nations Cup)
nr. 3 på 7. etape Tour de l'Avenir (Nations Cup)
nr. 5 i La Côte Picardie (Nations Cup)